# Ghetto Fabulous Gang
Ghetto Fabulous Gang is een Frans rapcollectief uit de voorsteden van Parijs. De groep bestaat uit de rappers Alpha 5.20, Shone, Ker en O'Rosko Raricim. De rapformatie bezit ook een gelijknamige label.

## Discografie
- 2005 - Gangsters avec de grand boubou. (Album)
- 2006 - Rakailles 3 (Album)
- 2007 - Invasion (Album)
- 2006 - Rakailles 4 (Album)